# Christianssand Brygghus
 Ikke at forveksle med Christianssands Bryggeri.
58°08′40.302″N 7°59′38.438″Ø / 58.14452833°N 7.99401056°Ø
Christianssand Brygghus er et norsk mikrobryggeri, pub og spisested i Kvadraturen i Kristiansand.  Christianssand Brygghus åbnede i september 2012. En stor del af den række af øl der kan købes i puben er produceret af  mikrobryggeriet som er placeret i lokalet.  Brygghuset serverer også mad fra sin egen kulgrill.
Nogle egenproducerede øl er Blond Ale, Brown Ale, "Fjeldaben", IPA, Lord Nelson IPA, Porter, Hot Velvet, Lucifer og et eget juleøl til jul.